# Chrysina sirenicola
Chrysina sirenicola är en skalbaggsart som beskrevs av M. Alma Solis och Moron 1994. Chrysina sirenicola ingår i släktet Chrysina och familjen Rutelidae. Inga underarter finns listade i Catalogue of Life.